# Tombes peintes de Liaoyang
Les tombes peintes de Liaoyang sont des grandes tombes en pierre possédant plusieurs chambres funéraires célèbres pour leurs fresques et datant de la fin de la dynastie Han (25-220) et du royaume de Wei (220-265). Elles se trouvent principalement sur la rive gauche du Taizi He dans les faubourgs nord de la ville de Liaoyang, province du Liaoning, dans le nord-est de la Chine. Elles sont incluses depuis 1961 dans la liste des monuments historiques de Chine (1-167)
Les premières tombes ont été trouvées en 1944 à Bangtaizi. À partir de 1949, de nombreuses autres tombes ont été découvertes. Elles appartenaient toutes à des personnalités du régime de Gongsun, mort en 191. Les fresques représentent des scènes de voyage, des fêtes, des acrobaties, des scènes de cuisine ainsi que la vie des nobles. Les images sont vivantes et les couleurs vives.
Construites en ardoise, les grandes tombes comporte une antichambre, une pièce arrière, un cloitre, deux pièces latérales le tout compris dans un carré de sept mètres de côté. Les objets funéraires ont été volés avant la découverte des tombes.
Les principales tombes sont 
- Tombe de Bangtaizi n° 1
- Tombe de Beiyuan n° 1
- La tombe à la voiture de Sandaohao
- Tombe de Sandaohao n° 1
- Tombe de Sandaohao n° 2
- Tombe de Lingzhiling
- Tombe de Xiaoqing-duizi
- Tombe de Dongtaizi
- Tombe de Nantaizi

## Référence
- Mural Tombs in Liaoyang, ChinaCulture.org.

- (de) Cet article est partiellement ou en totalité issu de l’article de Wikipédia en allemand intitulé « Wandmalereiengräber von Liaoyang » (voir la liste des auteurs).